# 641 Agnes
Agnes (asteróide 641) é um asteróide da cintura principal, a 1,9333099 UA. Possui uma excentricidade de 0,1289598 e um período orbital de 1 207,79 dias (3,31 anos).
Agnes tem uma velocidade orbital média de 19,99222434 km/s e uma inclinação de 1,71278º.
Esse asteróide foi descoberto em 8 de Setembro de 1907 por Max Wolf.